# Lilium leichtlinii

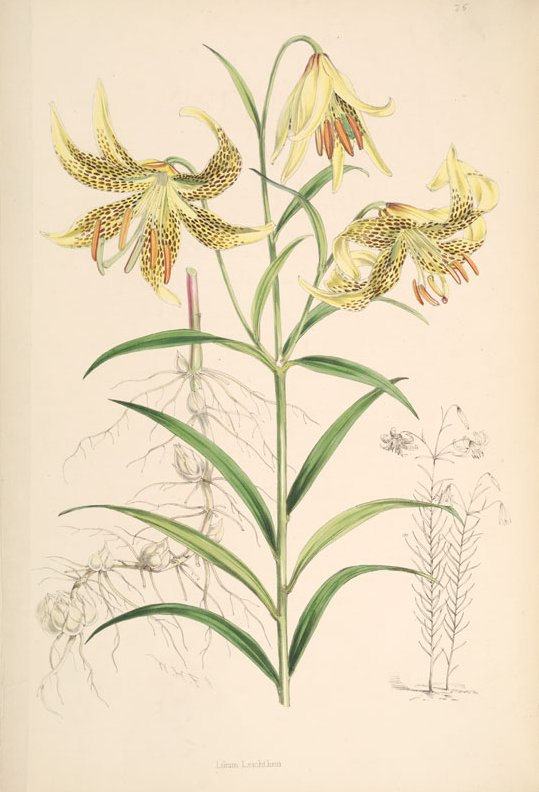
Lilium catesbaei (ilustração de Walter Hood Fitch).

Lilium leichtlinii (em chinês:柠檬色百合|da hua juan dan) (em japonês: コオニユリ | Ko-oniyuri) é uma espécie de lírio.
A planta é encontrada no nível do mar até a altitude de 1 300 metros, na República da China, Japão e Rússia.